# Сурогат (правни појам)
Сурогат је особа којој је дата могућност да делује у име другог (овлашћено лице или старатељ). У породично правном систему, појам се односи на небиолошког родитеља, а у медицини и на донатора сперме у банкама. Појам потиче од латинске речи која значи замену.